# 富家孝
富家 孝（ふけ たかし、1947年3月31日 - ）は医師・ジャーナリスト。

## 略歴
大阪府北河内郡（現大阪市鶴見区）出身、大阪教育大学附属天王寺小学校から大阪教育大学附属天王寺高校を経て、1972年東京慈恵会医科大学卒業。
1975年から80年までふけ内科医院開業。1980年より医療法人富家会の初代理事長として首都圏に病院チェーンを次々に開設するも経営のつまずきから倒産。その経験から医療コンサルタントとして活動を開始する。
その後、日本女子体育大学助教授、早稲田大学講師。青山学院大学講師等を歴任。
ジャーナリストとして65冊以上の著作を発表しており、テレビやラジオ等マスコミへの露出も多い。
かつては日本ボクシングコミッションドクターを務め、新日本プロレスのリングドクターを40年以上務める。
格闘技通としても有名である。

## 人物
学生時代は小兵ながら学生相撲で活躍。相撲六段。
1970年には東日本学生相撲リーグ戦にて優秀選手賞を獲得。
1980年代からは慈恵医大相撲部監督に就任。2019年まで総監督を務める。現在はOB会長でもある。

## 著作
- 『最新医療術―こうすれば治る』（1988年、学陽書房）
- 『らくらく健康法 : 無理ない懲りない』 / 富家孝, 尾谷良行著. -- 太陽企画出版, 1991
- 『バイオテクノロジー : よくわかるバイオ550項目・全解説』 / 人間科学研究所「バイオグループ」著 ; 富家孝[ほか]執筆. -- 泰流社, 1986
- 『病院経営管理学序論』 / 富家孝,阿部雄二共著. -- 評伝社, 1987
- 『リングドクターがみたプロレスラーの秘密』 / 富家孝,林督元著. -- 三一書房, 1998
- 『成功するビジネスマンの贈り物戦略 : 誰も教えてくれないホンネの部分 』/ 富家孝, 田中森一著. -- 太陽企画出版, 1988. -- (Sun business)
- 『ドクター富家だけが知っている超人(プロレスラー)たちの秘密のカルテ』（1991年12月、太陽企画出版）
- 『病院の「なぜ?」患者の「なぜ?」 : 日本の医療15の疑問に答えます』 / 富家孝,福島寿一著. -- 成甲書房, 2002
- 『名医はブラック・ジャックと俺に聞け : 「腕のいい医者」はどこにいる』 / 富家孝,南淵明宏著. -- 廣済堂出版, 2003
- 『危ないお医者さん』（2009年3月17日、SBクリエイティブ）
- 『長生きしたければ医者にかかるな! ほとんどの病気は自分で治せる』（2014年8月22日、彩図社）
- 『「死に方」格差社会 満足できる死を迎えるためには』（2015年8月12日、SBクリエイティブ）
- 『不要なクスリ 無用な手術 医療費の8割は無駄である』（2016年10月19日、講談社）[1]